# Smilax javensis
Smilax javensis är en enhjärtbladig växtart som beskrevs av A.Dc. Smilax javensis ingår i släktet Smilax och familjen Smilacaceae.
Artens utbredningsområde är Java. Inga underarter finns listade.